# Nina Zöggeler
Nina Zöggeler, född 5 februari 2001 i Lana, är en italiensk rodelåkare.

## Karriär
Zöggeler tävlade för Italien vid olympiska vinterspelen 2022 i Peking, där hon slutade på 15:e plats i damernas singel.